# Pont de Neuilly (brug)

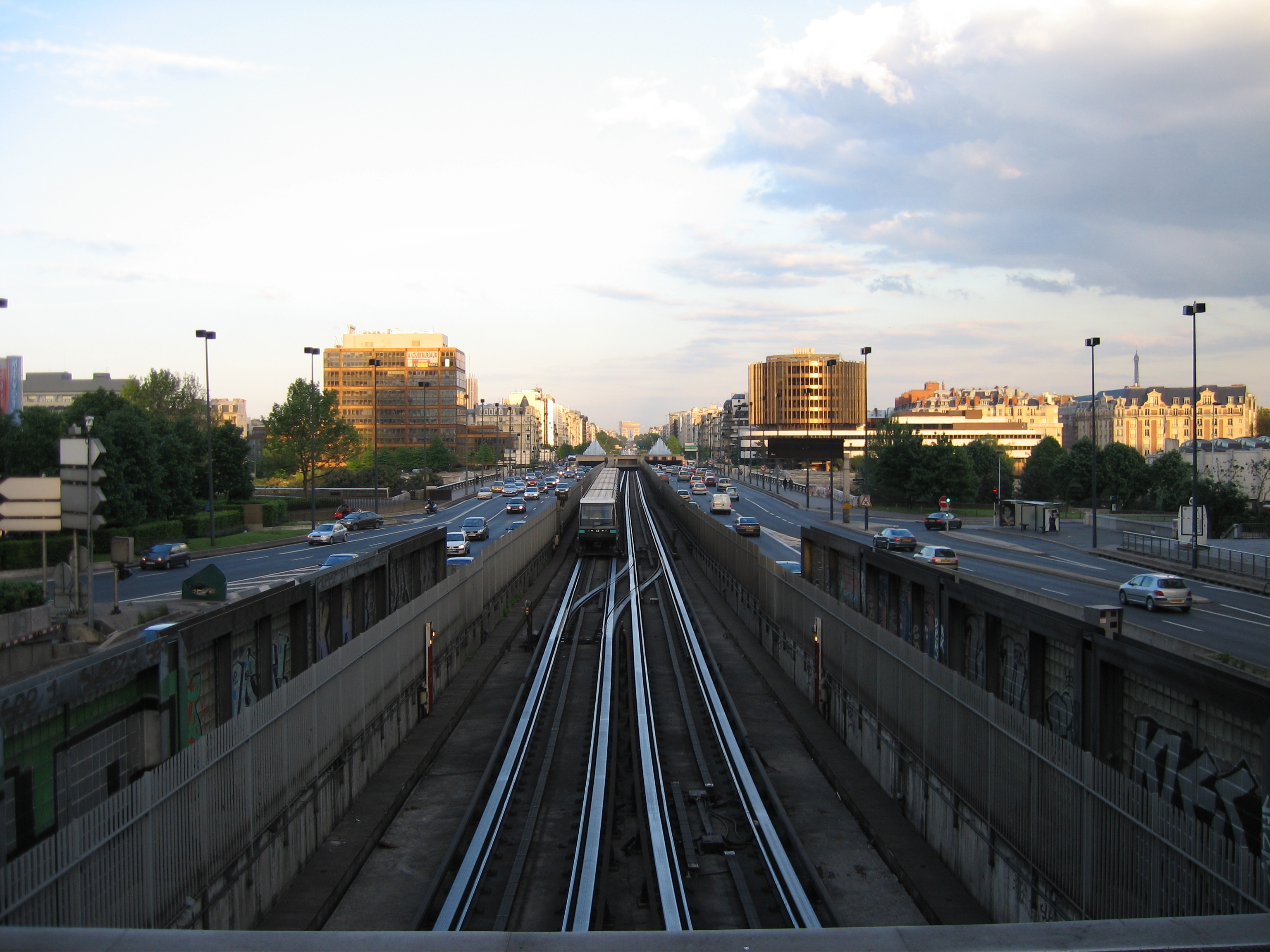
De huidige Pont de Neuilly, richting Parijs

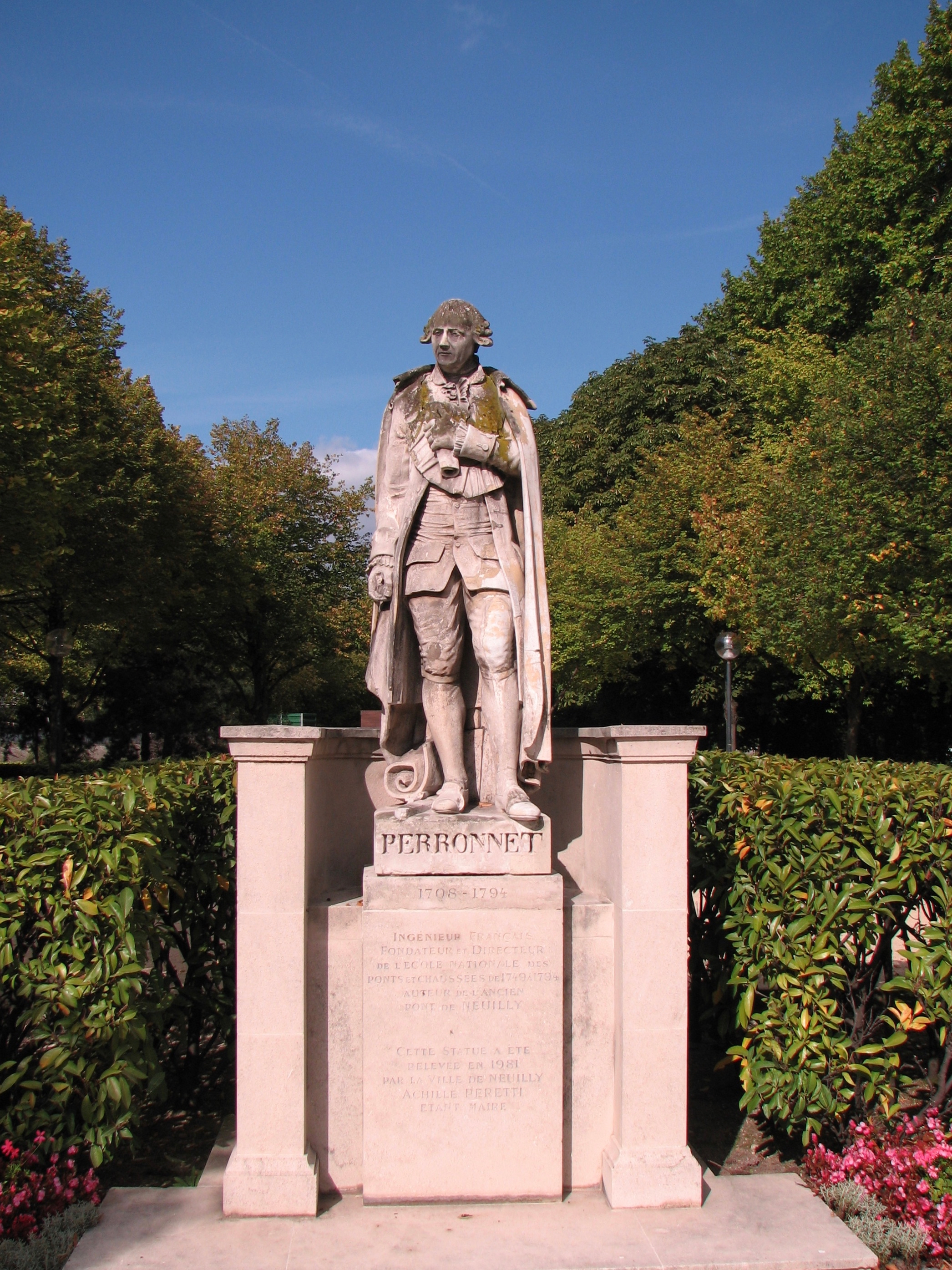
Standbeeld van Jean-Rodolphe Perronet op het Île de Puteaux

De Pont de Neuilly is een verkeersbrug en spoorbrug in het Franse departement Hauts-de-Seine. De brug overspant de Seine tussen Neuilly-sur-Seine op de rechter- en Courbevoie en Puteaux op de linkeroever. Over de brug lopen de N13 en metrolijn 1. De brug ligt op de historische as van Parijs die inmiddels is verlengd tot aan de Grande Arche.
Aanvankelijk lag hier een houten brug. Deze was gebouwd nadat in juni 1605 de koets van Hendrik IV en Maria de' Medici tijdens een oversteek per veerpont in de rivier was gevallen. De tweede brug (1774), een 219 meter lange stenen brug met vijf bogen, werd ontworpen door Jean-Rodolphe Perronet, oprichter van de École des ponts et chaussées. Deze brug werd tussen 1936 en 1942 afgebroken en werd in 1942 vervangen door een stalen brug. In 1992 werden de voetgangerspaden van de brug aanzienlijk versmald, zodat lijn 1 van de Parijse metro in het midden over de brug kon rijden. De brug gaf ook zijn naam aan het nabijgelegen metrostation Pont de Neuilly (1937).
De huidige verbinding over de Seine bestaat eigenlijk uit twee bruggen: een overspanning van 67 meter tussen Neuilly en het Île de Puteaux, en een overspanning van 87 meter tussen dit eiland en Puteaux. Trappen geven toegang tot beide zijden van het eiland. Het tussen de bruggen gelegen viaduct over het eiland is op maaiveldniveau afgesloten en is ingericht als tennishal.
Op 17 oktober 1961 werden tijdens het bloederig neerslaan van een demonstratie 200 demonstranten gedood door de politie die onder bevel stond van prefect Maurice Papon. Het FLN had tot een vreedzame demonstratie opgeroepen, nadat de Algerijnse Fransen - staatsburgers - waren onderworpen aan een drastisch uitgaansverbod. Duizenden gaven gehoor aan de oproep en kwamen naar de demonstratie in Parijs. Op de brug stuitte de menigte op de politie die met scherp schoot. Ook werden demonstranten in de Seine gegooid, waar zij verdronken.